# Францішек Равіта-Ґавронський
Францішек Равіта-Ґавронський (пол. Franciszek Gawronski-Rawita, літ. псевд. — Равіта; 4 листопада 1845 — 16 червня 1930, Юзефув) — польський історик і письменник. 

## Життєпис
Народився в с. Степашки (нині село Гайсинського р-ну Вінницької області). Навчався у Київській гімназії, один рік — у Київському університеті. Закінчив Вищу с.-г. шк. в м. Дубляни. Учасник польського повстання 1863–1864, за що був ув'язнений. 
Наукову й літературну діяльність розпочав у 1880-х рр. Співпрацював із «Киевской стариной», де було опубліковано низку його творів. Від 1887 року проживав у Варшаві, Львові, на Підкарпатті. За своїми політичними поглядами примикав до народних демократів. В основних своїх працях, присвячених історії України, зокрема козацтву і польсько-українським відносинам 17-18 ст., — двотомниках «Історія гайдамацьких рухів» (1899) і «Богдан Хмельницький» (1906–1909) та ін. — допустився тенденційності, характерної для тодішньої польської історіографії. Більш об'єктивною є його двотомна праця «1863 рік на Русі» (1902–1903), в якій міститься ґрунтовний фактичний матеріал про політичну обстановку на Правобережній Україні і в Галичині середини 19 ст. Внеском Равіта-Ґавронського у вивчення історії України є його дослідження про П.Орлика, життя та творчість Т.Шевченка, публікація деяких важливих джерел з часів національної революції 1648–1676. Його перу належить також і кілька художніх творів на українську історичну тематику — повісті «На красному дворі» (1886), «У степах» (1887), «Пан гетьман Мазепа» (1888), «Харцизи» (1893), «Король і цариця» (1919). Публіцистичні тв. вміщував у часописах «Слово польське», «Вєк XX», «Русь» (два останні виходили на поч. 20 ст. у Львові). Їх видавцем, власне, й був Г.-Р.
Помер у м. Юзефув під Варшавою.